# 2004 DG64
2004 DG64, também escrito como 2004 DG64, é um objeto transnetuniano que está localizado no Cinturão de Kuiper, uma região do Sistema Solar. Este corpo celeste está em uma ressonância orbital de 3:5 com o planeta Netuno. Ele possui uma magnitude absoluta de 7,7 e tem um diâmetro estimado com 127 km.

## Descoberta
2004 DG64 foi descoberto no dia 22 de fevereiro de 2004 pelo astrônomo Marc W. Buie.

## Órbita
A órbita de 2004 DG64 tem uma excentricidade de 0,023 e possui um semieixo maior de 43,027 UA. O seu periélio leva o mesmo a uma distância de 42,054 UA em relação ao Sol e seu afélio a 44,001 UA.